# Ritter der Strasse
Die Aktion Ritter der Strasse (Chevalier de la route, Cavaliere della strada) zeichnete von 1969 bis 2018 Menschen in der Schweiz aus, die im Verkehr uneigennützig und zivilcouragiert anderen Menschen zu Hilfe kamen. Mut und Verantwortung, speziell aber Zivilcourage zeichnen die Ritter aus. Oft haben die von der Aktion geehrten Personen ausserordentliche Leistungen vollbracht, teilweise sogar ihr eigenes Leben riskiert, um einer gefährdeten Person zu helfen.

## Organisation
Die Schweizerische Beratungsstelle für Unfallverhütung BFU hielt das Patronat über die Aktion "Ritter der Strasse". Den Entscheid zum Ritterschlag fällte eine unabhängige Jury. Partner der Aktion waren die Schweizerische Radio- und Fernsehgesellschaft (SRG), der Automobil Club der Schweiz, der Touring Club Schweiz, der Schweizerische Nutzfahrzeugverband, die Arbeitsgemeinschaft der Chefs der Verkehrspolizeien der Schweiz und des Fürstentums Liechtenstein (ACVS) und der Fonds für Verkehrssicherheit.

## Anforderungen um "Ritter der Strasse" zu werden
- nachgewiesener Sachverhalt
- keine Selbstanmeldungen
- kein allzu weit zurückliegendes Ereignis
- guter fahrerischer Leumund der angemeldeten Person

## Anzahl Ritter der Strasse pro Jahr
- Statistik der Anzahl Ritter bis und mit 2016: im PDF im Internet Archive